# Doepfer A-100
Pour les articles homonymes, voir A100.
Le A-100 est un synthétiseur analogique modulaire produit par le constructeur allemand Doepfer à partir de 1995 et amélioré par de nouveaux modèles depuis lors. Il a servi de référence pour la norme Eurorack.
En 2013, le constructeur indique proposer plus d'une centaine de modules différents pour cet instrument.

## Caractéristiques
Le A-100 est composé de différents modules sortis depuis 1995 et dont la combinaison détermine les possibilités offertes par l'instrument.